# Parafia św. Anny w Astrachance
Parafia św. Anny w Astrachance – parafia rzymskokatolicka, znajdująca się w dekanacie astańskim w archidiecezji Astany. W parafii posługują księża archidiecezjalni. Według stanu na kwiecień 2024 proboszczem był ks. Tomasz Zysnarski. 